# 시애틀 볼러스
시애틀 볼러스(Seattle Ballers)는 미국 워싱턴주 시애틀을 연고지로 하는 JBA  소속 농구 팀이다.